# Vlădeni-Deal
Vlădeni-Deal – wieś w Rumunii, w okręgu Botoszany, w gminie Frumușica. W 2011 roku liczyła 1578 mieszkańców.